# Провинция (газета)
«Провинция» — константиновская общественно-политическая еженедельная газета, учреждённая в декабре 1990 года и на тот момент времени являлась первой в Донецкой области частной газетой. В новостных обзорах газеты освещаются события, происходящие в Константиновке и Константиновском районе. Основное внимание редакции уделяется публикациям посвященным городской власти, политике, коммунальной инфраструктуре, образованию, экологии, криминальным происшествиям. Редакция газеты активно взаимодействует со своими читателями и размещает их обращения и публикации в рубрике «Глас народа». Также в газете часто размещаются фотографии и статьи посвященные истории города и краеведению.
8 мая 2014 года вооруженные автоматами представители ДНР заставили редакцию прекратить работу. Поводом к закрытию стало расхождение во взглядах и переиздание ранее конфискованного представителями ДНР тиража газеты. 10 мая работа редакции возобновлена под руководством заместителя редактора лояльного к ДНР, а прежнему руководству рекомендовано покинуть город. В период захвата редакция выпускает газету под заголовком «Народная газета» с аналогичным форматированием. Основной тематикой «Народной газеты» стала пропаганда деятельности ДНР и дискредитация представителей действующей украинской власти.
16 июля 2014 года после возвращения города Константиновки под контроль Украины, редакция газеты в своём прежнем составе возобновила выпуск газеты.